# Mukhriz Mahathir
Dato’ Seri Mukhriz Mahathir, né le 25 novembre 1964, est un homme d'État malaisien, premier ministre l'État de Kedah de 2013 à 2016 et de 2018 à 2020. Il est également le fils de l'ancien Premier ministre malaisien Mahathir Mohamad.